# Tephrosia hypoleuca
Tephrosia hypoleuca är en ärtväxtart som beskrevs av Lawrence Athelstan Molesworth Riley. Tephrosia hypoleuca ingår i släktet Tephrosia och familjen ärtväxter. Inga underarter finns listade i Catalogue of Life.